# Геруні Паріс Мисакович
Парі́с Миса́кович Геруні́ (вірм. Պարիս Միսակի Հերունի) — радянський учений, радіофізик, радіотехнік і радіоастроном. Академік Національної академії наук Республіки Вірменія (1996, член-кореспондент з 1982), доктор технічних наук, професор, завідувач кафедри антен Єреванського політехнічного інституту.
Створив унікальний радіооптичний телескоп — «дзеркальний радіотелескоп Геруні» — складний за своєю конструкцією телескоп, який також був одним з найпотужніших радіотелескопів. Його наукові відкриття і теорії включають його теорію і розрахунки за методом великих подвійних дзеркальних антен з нерухомим сферичним головним дзеркалом, теорію і рівняння дифракції електромагнітного поля на щілинах (апертурах) різних конфігурацій, радіоголографію — метод визначення полів у просторі за вимірюваннями комплексного поля поблизу випромінювальних або розсіювальних об'єктів, метод близьких і далеких вимірювань параметрів антен і розсіювальних об'єктів, теорію дифракції поля на краях антени при освітленні частини головної апертури та заснування наукового напряму антенної метрології.

## Деякі публікації
- Питання розрахунку сферичних дводзеркальних антен — Радіотехніка та електроніка, т. 19, N1, с. 3-12., Москва, 1964.
- П'ятиметрова сферична антена міліметрового діапазону — Зб. «Антени», вип. 4, с. 3-15, «Связь», Москва, 1968.
- Дзеркальний радіотелескоп Геруні. АС N 1377941 від 01.11.87 (пріоритет від 02.01.86).
- The First Radio-Optical Telescope. Trans. of the Sixth International Conference on Antennas and Propagation ICAP-89, pp. 540-546, IEEE-URSI, UK, 1989.

## Галерея

Реконструкції, створені академіком Парісом Герун
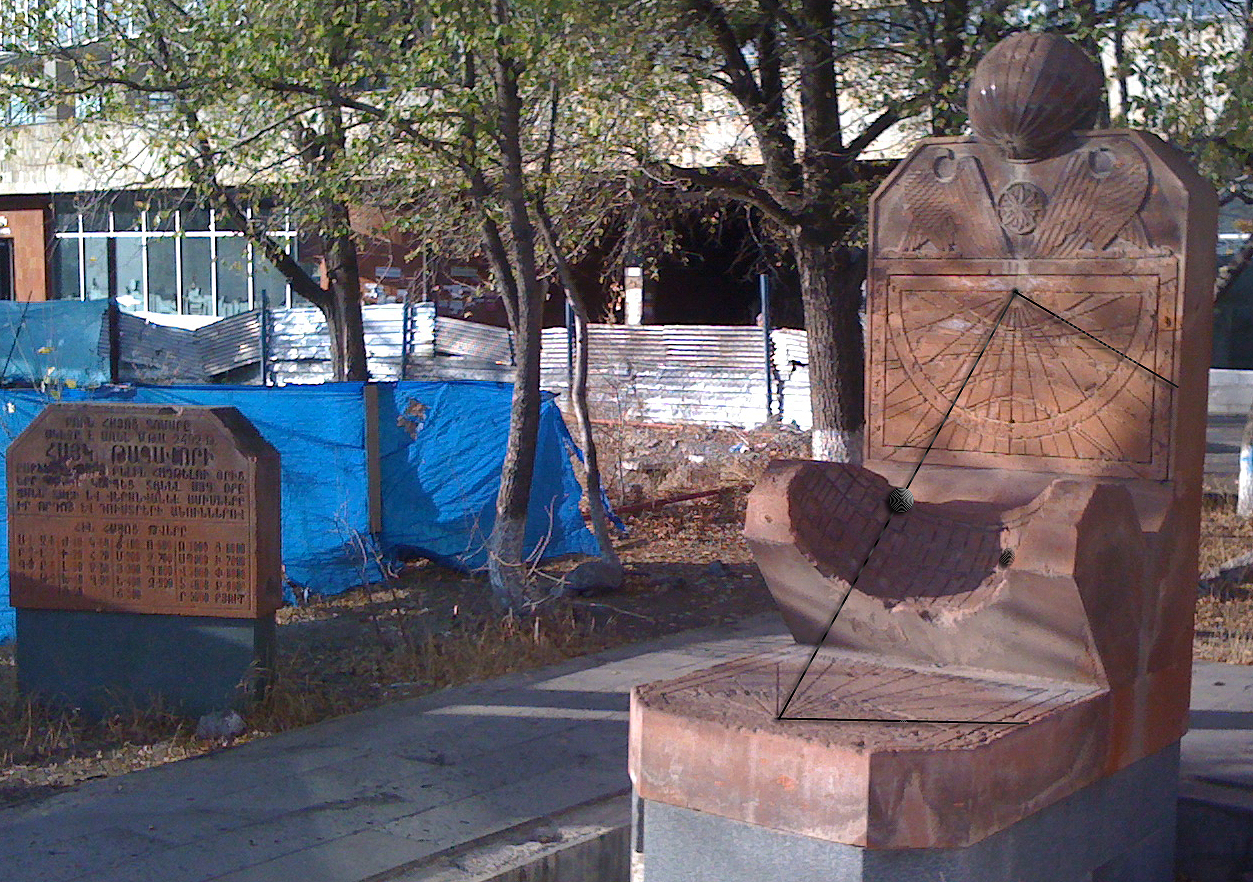
Стародавні вірменські сонячний, місячний і зоряний годинник.
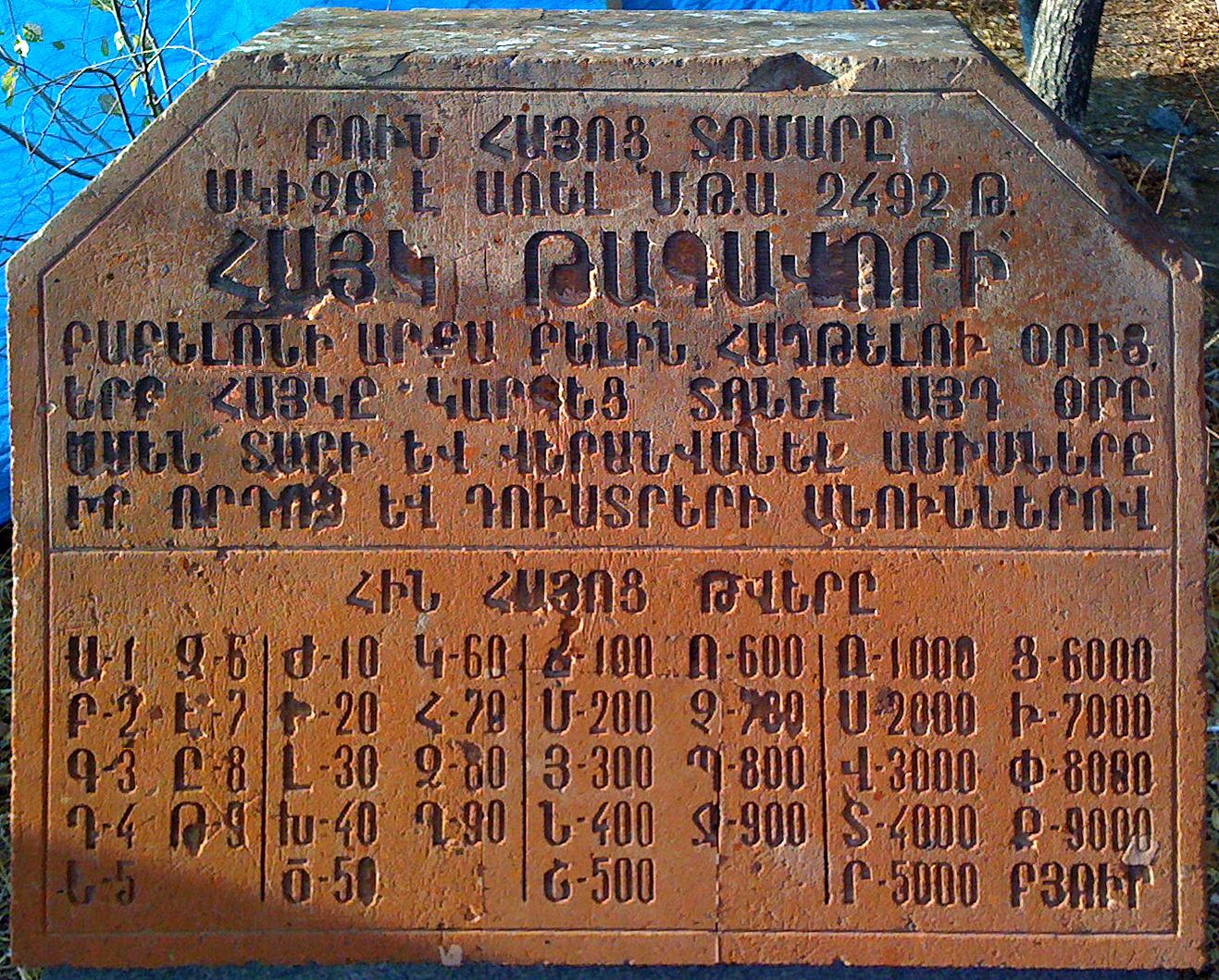
Давній вірменський календар томар[hy] (вірм. Տոմար).